# Пит-стоп
Пит-сто́п (англ. pit stop, досл. «остановка над ямой») — техническая остановка машины во время гонки для выполнения заправки топливом, смены шин, смены водителей, быстрого ремонта и проверки технического состояния машины. Для успешного выполнения пит-стопов необходима согласованная работа всех членов команды, отточенная на многочисленных тренировках. В некоторых автоспортивных сериях выполнение обязательного пит-стопа является неотъемлемой частью гонки, а стратегия и время, затрачиваемое на пит-стоп, зачастую оказываются решающими для победы в соревновании.
Происхождение английского слова pits (от которого, собственно, и произошло «пит-стоп») произошло от английского «repair pit», то есть «ремонтная яма» (ранние автомобили приходилось обслуживать снизу, то есть из ямы или с эстакады).

## Пит-стоп вФормуле-1

### Порядок выполнения
1. Сообщение о пит-стопе.
  1. Команда информирует гонщика по радиосвязи, что она готова принять машину.
  2. Либо сам гонщик сообщает команде, что требуется остановка.
2. Подготовка к пит-стопу.
  1. Бригада механиков выходит на пит-лейн с необходимым оборудованием.
  2. Гонщик на текущем круге вместо того, чтобы продолжить гонку, сворачивает на заезд на пит-лейн.
3. Ограничение по скорости.
  1. Заезд на пит-лейн заканчивается белой линией, которая указывает на начало действия ограничения скорости (обычно 60 или 80 км/ч, зависит от конкретного трека). Гонщик должен подвести машину к этой отметке со скоростью, меньшей или равной ограничению, чтобы не получить штраф.
  2. В помощь гонщику машина оборудована ограничителем оборотов, который не позволяет болиду превысить определённое число оборотов двигателя (а следовательно, и определённую скорость на первой передаче). Обычно ограничитель настроен с небольшим запасом (например, на 59 или 78 км/ч).
  3. Ограничение по скорости действует до отметки на выезде с пит-лейн.
4. Перемещение по пит-лейн.
  1. Гонщик с максимально разрешённой скоростью должен передвигаться по пит-лейн до боксов своей команды.
  2. Для того, чтобы помочь гонщику, старший механик обслуживающей его бригады выходит с табличкой («леденцом»), указывая место поворота к боксам команды.
5. Остановка в боксах.
  1. Все операции над машиной запрещены до момента её полной остановки в боксах.
  2. Задача пилота — остановиться перед своими механиками максимально точно в отведённом пространстве. Если он будет подъезжать с недостаточной скоростью, то придётся прикладывать дополнительные усилия. Если он подъедет со слишком большой скоростью, то попросту проскочит точку остановки.
  3. При остановке следует ориентироваться либо на то место, где один из механиков держит механический домкрат для передней части машины, либо на механиков спереди, которые держат руку так, что при правильной остановке середина передней шины будет точно под их рукой.
6. Работа над машиной.
  1. Два механика, спереди и сзади, приподнимают машину. Если смена резины не требуется, то эта операция не выполняется. Если переднее антикрыло повреждено, соответствующий механик сначала меняет разбитую деталь. Если повреждено заднее, то оно либо меняется, либо гонщик сходит с дистанции.
  2. В современной формуле используется система электронного светофора. Как только он загорится зелёным, то пилот может выезжать с пит-стопа.
  3. Рядом с каждым колесом находится по три механика: один — для того, чтобы забрать снятое колесо, один подает колесо из свежего комплекта и ещё один — непосредственно снимающий и надевающий колесо гайковёртом. Закрепив колесо, он поднимает руку, сигнализируя об окончании работы. Обычно при согласованной работе механиков замена резины занимает 2,5-3 секунды. Рекорд — 1,80 секунды, поставленный командой McLaren
  4. После смены колёс машину опускают на асфальт с подъёмников.
  5. Ещё два механика прочищают воздухозаборники болида.
  6. Один механик протирает забрало шлема гонщика.
  7. Механики также могут выполнять и другие операции, как то: изменение угла атаки антикрыльев, снятие датчиком характеристик шин и так далее. Ещё один стоит со стартером на случай, если болид заглохнет (у «формулы-1» нет электрического стартера).
7. Возвращение на трассу.
  1. Ответственность за выпуск машины на трассу несёт только старший механик. Как только он убедился в том, что все работы над машиной завершены, никто не находится на пути движения машины и по пит-лейн вблизи боксов не проезжает ни одна машина, он поднимает табличку, выпуская гонщика с пит-стопа.
  2. По пересечении линии, которая отменяет ограничение скорости, пилот отключает ограничитель оборотов.
  3. Выезд с пит-лейн отделяется от трассы белой линией, пересекать которую выезжающий с пит-лейна гонщик не имеет права, чтобы не создавать аварийных ситуаций для более быстрых болидов.
  4. Поскольку на машине стоит не прогретый до рабочей температуры комплект резины, то один или два круга в гонке уйдёт на то, чтобы шины дошли до рабочей температуры. В настоящее время в Формуле-1 используются термочехлы для предварительного прогрева шин перед стартом гонки или перед установкой их на болид.

В современной «формуле» дозаправка запрещена, но в сезонах 1994—2009 как минимум трое механиков занимались заправкой болида: двое подавали заправочный шланг, третий — пожарный с огнетушителем и противопожарной перегородкой. Гонщик дистанционно открывал люк бензобака, ещё только подъезжая к боксам. В большинстве пит-стопов именно время заправки — а не время замены колёс — было лимитирующим фактором.

### Штрафы
- Денежный штраф (250 долларов за каждый км/ч превышения лимита): за превышение скорости на подъездной дорожке к технической остановке во время практик и квалификации.
- Проезд по пит-лейн или 10-секундный «стоп-н-гоу»: за превышение скорости на подъездной дорожке во время гонки, за пересечение белой линии на выезде с подъездной дорожки и за въезд на подъездную дорожку на красный свет.
- Дисквалификация: за выезд на трассу с подъездной дорожки на красный свет.

## Пит-стоп в NASCAR

### Порядок выполнения
1. Сообщение о пит-стопе.
  1. Команда информирует гонщика по радиосвязи, что она готова принять машину.
  2. Либо сам гонщик сообщает команде, что требуется остановка.
  3. Гонщик и крю-чиф обсуждают содержание работ — дозаправка, дозаправка со сменой правых шин или дозаправка со сменой всех 4-х шин.
2. Подготовка к пит-стопу.
  1. Бригада механиков готовится к выходу на пит-лейн с необходимым оборудованием. Сам выход запрещен до момента приближения автомобиля на расстояние трех пит-столлов.
  2. Гонщик на текущем круге вместо того, чтобы продолжить гонку, съезжает на апрон и далее сворачивает на заезд на пит-лейн. Решение о заезде на пит-лейн необходимо принять до проезда специального конуса, на правой части въезда на пит-лейн, с тем, чтобы объехать его слева. Объезды справа конуса или его сбитие приводят к штрафу.
3. Ограничение по скорости.
  1. Заезд на пит-лейн заканчивается белой линией, которая указывает на начало действия ограничения скорости (обычно 60 миль/ч). Гонщик должен подвести машину к этой отметке с такой скоростью, чтобы не превысить это ограничение. В NASCAR нет автоматики, помогающей гонщику соблюдать это ограничение, он должен поддерживать необходимые обороты двигателя самостоятельно.
  2. Ограничение по скорости действует до отметки на выезде с пит-лейн, засечка производится на нескольких контрольных точках, и если гонщик превысит скорость между ними, то это не будет замечено и он не будет оштрафован. Положение контрольных точек держится в тайне.
4. Перемещение по пит-лейн.
  1. Гонщик с максимально разрешённой скоростью должен передвигаться по фаст-лейн (правой части пит-лейн) до расположения своей команды.
  2. Гонщик может при заезде на свой пит-стоп пересечь пит-стопы других команд, но не более трех.
  3. Для того, чтобы помочь гонщику, старший механик обслуживающей его бригады выходит с табличкой («леденцом»), указывая место поворота к боксам команды.
5. Остановка в боксах.
  1. Все операции над машиной запрещены до момента её полной остановки в боксах.
  2. Задача пилота — остановиться перед своими механиками максимально точно в отведённом пространстве. Если он будет подъезжать с недостаточной скоростью, то придётся прикладывать дополнительные усилия. Если он подъедет со слишком большой скоростью, то попросту проскочит точку остановки.
6. Работа над машиной.
  1. Число механиков, которым разрешено работать над машиной, строго ограничено — 7. Вместе с тем, другие члены команды также могут принимать участие в работах, но не пересекая пит-уолл. За превышение допустимого числа занятых при обслуживании механиков — штраф.
  2. Механик справа подсовывает под машину домкрат и, налегая всем телом на рычаг, приподнимает правый борт машины.
  3. Четыре механика производят замену правых колес — двое действуют гайковёртом, откручивая все 5 гаек и снимая колесо, которое затем откатывает к стенке, а второй заменяет колесо.
  4. При необходимости операцию повторяют и на левом борту — вся операция занимает 13,5—14 секунд.
  5. После смены колёс машину опускают на асфальт с домкрата.
  6. Два механика занимаются заправкой: один держит заправочную канистру и ещё один — отлавливает в бутылку излишки топлива, выливающиеся из топливной системы при полном заполнении бака (и сигнализирующие этим самым о нём), также он берет пустую канистру, если необходимо заправить две. С 2011 года используется закрытая топливная система и заправщик заправляет машину в одиночку.
  7. При необходимости дополнительные работы могут осуществляться дополнительным персоналом из-за стенки, но с использованием длинных рукояток — прочистка воздухозаборника, поднесение гонщику питья или еды.
  8. Механики также могут выполнять и другие операции, как то: изменение угла атаки спойлера (в 2007—2010 гг. антикрыла), регулировка жёсткости амортизаторов и так далее.
  9. Если машина требует серьёзного ремонта, то её заталкивают за стену в боксы, где регламент пит-стопа не действует.
7. Возвращение на трассу.
  1. Ответственность за выпуск машины на трассу несёт только механик, меняющий передние колеса. Как только он убедился в том, что все работы над машиной завершены, никто не находится на пути движения машины и по пит-лейн вблизи боксов не проезжает ни одна машина, он поднимает руку, выпуская гонщика с пит-стопа.
  2. По пересечении линии, которая отменяет ограничение скорости, пилот нажимает газ.
  3. Выезд с пит-лейн отделяется от трассы белой линией, пересекать которую выезжающий с пит-стопа гонщик не имеет права, чтобы не создавать аварийных ситуаций для более быстрых болидов.
  4. Поскольку на машине стоит не прогретый до рабочей температуры комплект резины, то один или два круга в гонке уйдёт на то, чтобы шины дошли до рабочего состояния.